# Euxoa abar
Euxoa abar là một loài bướm đêm trong họ Noctuidae.